# Ludwig V. (Hessen-Darmstadt)

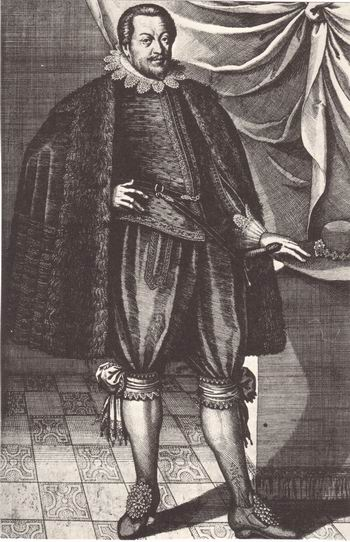
Ludwig V. von Hessen-Darmstadt

Ludwig V. von Hessen-Darmstadt (* 24. September 1577 in Darmstadt; † 27. Juli 1626 nahe Rheinfels) war von 1596 bis 1626 Landgraf von Hessen-Darmstadt. Wegen seiner Loyalität zum Kaiser erhielt Ludwig den Beinamen „der Getreue“.

## Leben

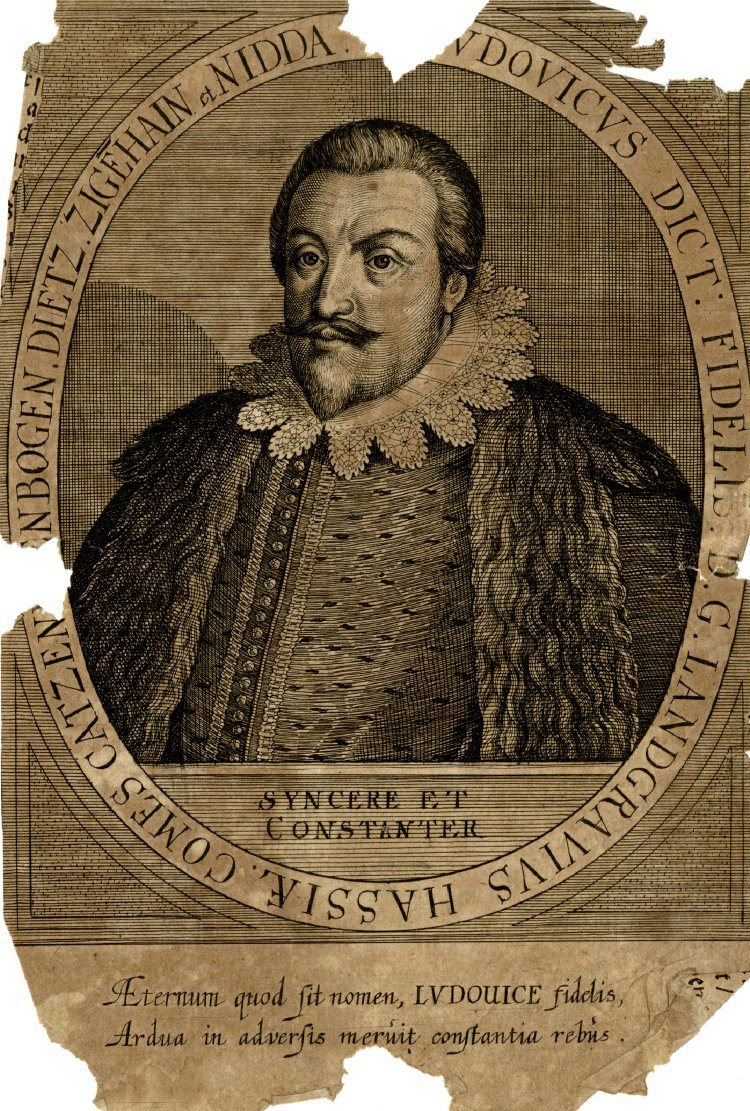
Ludwig V. von Hessen-Darmstadt

### Herkunft und erste Regierungsjahre
Ludwig war ein Sohn des Landgrafen Georg I. von Hessen-Darmstadt (1547–1596) aus dessen erster Ehe mit Magdalena (1552–1587), Tochter des Grafen Bernhard VIII. zur Lippe.
Nach dem Tod seines Vaters wurde er gemeinsam mit seinen Brüdern Philipp und Friedrich 1597 durch Kaiser Rudolf II. mit Hessen-Darmstadt belehnt. Kurz danach übernahm er die Alleinherrschaft, nachdem er seine Brüder finanziell abgefunden hatte. Im Jahr 1600 erwarb er käuflich vom Grafen von Ysenburg das Amt Kelsterbach mit Mörfelden und Langen, das ihm nach längeren Auseinandersetzungen mit der Familie Ysenburg durch den Kaiser zugesichert wurde.
Ludwig war ein außergewöhnlich passionierter Jäger, seine Hofhaltung war sehr aufwendig, und er war meist in Geldnot.

### Kampf um Hessen-Marburg
Nach dem kinderlosen Tod Ludwigs IV. erbte Ludwig V. 1604 die Hälfte von Hessen-Marburg. Die andere Hälfte von Hessen-Marburg fiel an Hessen-Kassel. Aufgrund calvinistischer Reformen unter Landgraf Moritz von Hessen-Kassel, die dem Testament Ludwigs IV. widersprachen, erhob Ludwig V. Anspruch auf ganz Hessen-Marburg. Dies führte während des Dreißigjährigen Krieges zu schweren Auseinandersetzungen zwischen dem evangelischen Ludwig V., der trotzdem auf Seiten des Kaisers stand, und Moritz, der auf Seiten der Protestanten stand. Ludwig konnte Hessen-Darmstadt zu Beginn des Dreißigjährigen Krieges neutral halten. Im April 1621 kam unter seiner Vermittlung der Mainzer Akkord zustande, ein dreimonatiger Waffenstillstand zwischen den kaiserlichen Truppen und denen der Union. Erst nach dem Einfall des Christian von Braunschweig in Oberhessen 1621 verbündete sich Ludwig offen mit dem Kaiser. Infolge der Schlacht bei Wimpfen 1622, die der Kaiser siegreich für sich entscheiden konnte, erhielt Ludwig auf Grund seiner Treue ganz Hessen-Marburg zugesprochen, welches er militärisch besetzte und bis zu seinem Tod behaupten konnte. Während dieser Auseinandersetzungen war Ludwig 1622 für kurze Zeit in Gefangenschaft der Protestanten geraten. Beim Regensburger Reichstag von 1623 hatte er als einziger protestantischer Fürst zusammen mit dem Kaiser für harte Verfügungen gegen die Protestantische Union und den Kurfürsten von der Pfalz gestimmt. Während der Belagerung von Burg Rheinfels in der ihm ebenfalls zugesicherten Niedergrafschaft Katzenelnbogen starb Ludwig 49-jährig.

### Universität Gießen
Nachdem Landgraf Moritz 1605 an der Universität Marburg den Calvinismus eingeführt hatte, verließen einige lutherische Theologen die Universität und begaben sich nach Gießen in das Gebiet von Landgraf Ludwig. Bis zur Erlangung des kaiserlichen Patents für eine Universität gründete man noch 1605 ein „Gymnasium illustre“ (illustre et principale Gymnasium Gissense) mit angeschlossenem „Paedagogium“. Am 19. Mai 1607 erteilte dann Kaiser Rudolf II. in Prag das Universitätsprivileg. Das „Gymnasium illustre“ wurde zur „Academia Gissena“ (später Ludoviciana). Die Lateinschule (das Paedagogium) lebt bis heute im Landgraf-Ludwigs-Gymnasium fort.

### Astronomische Ehren
Im Jahr 1722 beobachtete der Professor für Theologie und Mathematik Johann Georg Liebknecht an der Ludoviciana einen Stern im Asterismus des Großen Wagens. Er vermeinte eine Eigenbewegung gegenüber den umliegenden Sternen zu sehen und hielt das Lichtfleckchen für einen neuen Planeten, den er zu Ehren des Universitätsgründers Sidus Ludoviciana benannte. Es war eine Fehlmessung, statt Ehre und Ruhm erntete er den Spott der Astronomen.

## Ehe und Kinder
Ludwig V. heiratete am 14. Juni 1598 in Berlin Magdalena (1582–1616), Tochter des Kurfürsten Johann Georg von Brandenburg, mit der er folgende Kinder hatte:
- Elisabeth Magdalena (1600–1624) ⚭ 1617 Herzog Ludwig Friedrich von Württemberg-Mömpelgard (1586–1631) (er ⚭ II. 1625 eine Nichte Ludwigs V., Anna Eleonora von Nassau-Saarbrücken-Weilburg)
- Anna Eleonore (1601–1659) ⚭ 1617 Herzog Georg von Braunschweig-Lüneburg (1582–1641)
- Marie (1602–1610)
- Sophie Agnes (1604–1664) ⚭ 1624 Pfalzgraf Johann Friedrich von Sulzbach (1587–1644)
- Georg II. (1605–1661), Landgraf von Hessen-Darmstadt ⚭ 1627 Prinzessin Sophie Eleonore von Sachsen (1609–1671)
- Juliane (1606–1659) ⚭ 1631 Graf Ulrich II. von Ostfriesland (1605–1648)
- Amalie (1607–1627)
- Johannes (1609–1651), Landgraf von Hessen-Braubach ⚭ 1647 Gräfin Johanetta von Sayn-Wittgenstein (1626–1701)[3]
- Heinrich (1612–1629)[4]
- Hedwig (1613–1614)
- Ludwig (*/† 1614)
- Friedrich (1616–1682), Kardinal-Fürstbischof von Breslau

Zudem war Ludwig Vater eines außerehelich geborenen Sohnes:
- Ludwig von Hörnigk (1600–1667)

## Weiteres
- Verschiedene Landgraf-Ludwigs-Gymnasien sind nach ihm benannt.
- Ludwig V. begründete 1618 die Darmstädter Münze